# Прохазкова, Дана
Дана Прохазкова (чеш. Dana Procházková, 1951, Чехословакия) — чехословацкая ориентировщица, призёр чемпионата мира по спортивному ориентированию в эстафете.
На чемпионате мира в 1974 году, проходившем в датском Виборге, Дана а составе эстафетной команды (Дана Прохазкова, Рената Влахова и Анна Гандзлова) завоевала бронзовую медаль.
Высшее достижение на индивитуальной дистанции — 20 место на чемпионате мира 1976 года, проходившем в Шотландии.